# Tabuleiro do Norte
Tabuleiro do Norte là một đô thị thuộc bang Ceará, Brasil. Đô thị này có diện tích 861,94 km², dân số năm 2007 là 28181 người, mật độ 32,7 người/km².